# Rhynchospora malasica
Rhynchospora malasica är en halvgräsart som beskrevs av Charles Baron Clarke. Rhynchospora malasica ingår i släktet småag, och familjen halvgräs. Inga underarter finns listade i Catalogue of Life.